# Robert Lipshitz
Robert Lipshitz é um matemático estadunidense, professor da Universidade de Oregon.
Obteve um doutorado na Universidade Stanford em 2006, orientado por Yakov Eliashberg, com a tese A Heegaard-Floer Invariant of Bordered 3-Manifolds.
Foi palestrante convidado do Congresso Internacional de Matemáticos no Rio de Janeiro (2018).